# 1535
| [ Edytuj tabelę ]              | |
| Król Polski                    | - 1507 Zygmunt I Stary 1548 - 1530 Zygmunt II August 1572 |
| Współksiążęta Andory           | - 1534 Francisco de Urríes 1551 - 1517 Henryk II 1555 |
| Król Anglii                    | - 1509 Henryk VIII 1547 |
| Władca Azteków                 | - 1530 Pablo Xochiquentzin 1536 |
| Elektor Brandenburgii          | - 1499 Joachim I Nestor 1535 - 1535 Joachim II Hektor 1571 |
| Książę Bawarii                 | - 1508 Wilhelm IV 1550 - 1516 Ludwik X 1545 |
| Sułtan Brunei                  | - 1521 Abdul Kahar 1575 |
| Cesarz Chin                    | - 1521 Jiajing 1566 |
| Król Czech                     | - 1526 Ferdynand I Habsburg 1564 |
| Król Danii                     | - 1534 Chrystian III 1559 |
| Dalajlama                      | - 1475 Gendun Gjaco 1541 |
| Cesarz Etiopii                 | - 1508 Lybne Dyngyl 1540 |
| Król Francji                   | - 1515 Franciszek I 1547 |
| Król Hiszpanii                 | - 1516 Karol I 1556 |
| Hrabia Holandii                | - 1515 Karol I Habsburg 1555 |
| Szach Iranu                    | - 1524 Tahmasp I 1576 |
| Państwo Wielkich Mogołów       | - 1530 Humajun 1540 |
| Władca Inków                   | - 1533 Manco Inca 1545 |
| Lord Irlandii                  | - 1509 Henryk VIII Tudor 1542 |
| Cesarz Japonii                 | - 1526 Go-Nara 1557 |
| Kalif                          | - 1520 Sulejman I 1566 |
| Patriarcha Konstantynopola     | - 1522 Jeremiasz I 1545 |
| Władca Korei                   | - 1506 Chungjong 1544 |
| Wielki książę litewski         | - 1506 Zygmunt I Stary 1548 - 1530 Zygmunt August 1569 |
| Sułtan Maroka                  | - 1524 Abu al-Abbas Ahmad 1545 |
| Książę Mediolanu               | - 1521 Franciszek II 1535 |
| Senior Monako                  | - 1532 Honoriusz I 1581 |
| Wielki książę moskiewski       | - 1533 Iwan IV Groźny 1547 |
| Król Nawarry                   | - 1516 Henryk II 1555 |
| Król Norwegii                  | - 1534 Chrystian III 1559 |
| Sułtan Omanu                   | - 1529 Bakarat ibn Muhammad 1560 |
| Elektor Palatynatu             | - 1508 Ludwik V 1544 |
| Papież                         | - 1534 Paweł III 1549 |
| Król Portugalii                | - 1521 Jan III 1557 |
| Książę w Prusach               | - 1525 Albrecht 1568 |
| Cesarz Rzymski (niemiecki)     | - 1519 Karol V Habsburg 1558 |
| Kapitanowie Regenci San Marino | - 1534 Francesco di Simone Belluzzi Giacomo di Antonio Giannini 1535 - 1535 Girolamo di Giuliano Gozi Antonio di Pietro Tontini 1535 - 1535 Innocenzo di Menetto Bonelli Giacomo di Evangelista Belluzzi 1536 |
| Elektor Saksonii               | - 1532 Jan Fryderyk I 1547 |
| Król Szkocji                   | - 1513 Jakub V 1542 |
| Król Szwecji                   | - 1521 Gustaw I Waza 1560 |
| Król Tajlandii                 | - 1534 Chaiya Racha Thirat 1546 |
| Sułtan Turków                  | - 1520 Sulejman Wspaniały 1566 |
| Doża Wenecji                   | - 1523 Andrea Gritti 1538 |
| Król Węgier                    | - 1526 Ferdynand I 1564 - 1526 Jan Zápolya 1540 |

Rok 1535 / MDXXXV
stulecia: XV wiek ~
XVI wiek ~
XVII wiek

lata: 1525 «
1530 «
1531 «
1532 «
1533 «
1534 «
1535
» 1536
» 1537
» 1538
» 1539
» 1540
» 1545

## Wydarzenia w Polsce
- 30 lipca – wojna polsko-rosyjska: wojska polskie rozpoczęły oblężenie Staroduba.
- 25 listopada – w Piotrkowie rozpoczął obrady sejm[1].
- Zygmunt nadał szlachectwo wszystkim profesorom i doktorom Akademii Krakowskiej, którzy przez 20 lat prowadzili zajęcia.

## Wydarzenia na świecie
- 18 stycznia – hiszpański konkwistador Francisco Pizarro założył Limę w Peru.
- 21 stycznia – w następstwie tzw. afery plakatów w Paryżu zorganizowano uroczystą procesję przebłagalną, podczas której adorowano konsekrowaną hostię i spalono na stosach kilkunastu „heretyków”.
- 10 marca – hiszpański biskup Tomás de Berlanga odkrył wyspy Galapagos.
- 20 kwietnia – nad Sztokholmem było widoczne tzw. słońce poboczne.
- 25 czerwca – w Niemczech oddziały biskupa Münster i okolicznych książąt wdarły się do okupowanego przez anabaptystów Münsteru i dokonały rzezi (koniec komuny anabaptystów w Münster).
- 14 lipca – flota hiszpańskich Habsburgów pod wodzą cesarza Karola V podbiła Tunis, uprzednio kontrolowany przez Imperium Osmańskie.
- 2 października – Jacques Cartier dotarł do indiańskiej wioski Hochelaga (obecnie Montreal).
- Prześladowania religijne w Anglii.

## Urodzili się
- 2 czerwca – Alessandro Ottaviano de' Medici, późniejszy papież Leon XI (zm. 1605)
- 23 listopada – Jan VI Starszy, książę Nassau (zm. 1606)

## Zmarli
- 18 lutego – Heinrich Cornelius Agrippa, niemiecki mag, okultysta, astrolog, alchemik i filozof (ur. 1486)
- 4 maja – straceni za odmowę uznania króla Henryka VIII najwyższym zwierzchnikiem Kościoła:
  - Jan Houghton, angielski kartuz, męczennik, święty katolicki (ur. 1485)
  - Robert Lawrence, angielski kartuz, męczennik, święty katolicki (ur. ?)
  - Ryszard Reynolds, angielski zakonnik, męczennik, święty katolicki (ur. 1492)
  - Augustyn Webster, angielski kartuz, męczennik, święty katolicki (ur. ?)
- 22 czerwca – Jan Fisher, angielski duchowny katolicki, biskup Rochester, kardynał, męczennik, święty (ur. 1469)
- 6 lipca – Tomasz Morus, angielski myśliciel, ścięty na rozkaz Henryka VIII (ur. 1478)
- 11 lipca – Joachim I Nestor, margrabia-elektor Brandenburgii (ur. 1484)
- 22 sierpnia – Maciej Drzewicki, prymas Polski, kanclerz wielki koronny (ur. 1467)
- 23 września – Katarzyna saska, pierwsza żona króla Gustawa Wazy (ur. 1513)
- 24 października – Franciszek II Sforza, książę Mediolanu (ur. 1495)